# R. Christopher White
R. Christopher White ist ein für den Oscar nominierter Filmtechniker, der sich auf visuelle Effekte spezialisiert hat.

## Leben
White arbeitete schon an vielen großen und erfolgreichen Filmen wie Star Wars: Episode I – Die dunkle Bedrohung, Star Wars: Episode II – Angriff der Klonkrieger, Der Herr der Ringe: Die Rückkehr des Königs, King Kong und Avatar – Aufbruch nach Pandora mit. Doch erst 2011 gelang ihm mit Planet der Affen: Prevolution der Durchbruch, für den er jeweils eine Satellite Award, eine BAFTA Award und eine Oscar-Nominierung erhielt.

## Filmografie (Auswahl)
- 1996: Twister
- 1996: Mars Attacks!
- 1997: Vergessene Welt: Jurassic Park (The Lost World: Jurassic Park)
- 1997: Spawn
- 1999: Star Wars: Episode I – Die dunkle Bedrohung (Star Wars: Episode I - The Phantom Menace)
- 1999: Wild Wild West
- 1999: Das Geisterschloss (The Haunting)
- 2000: Der Sturm (The Perfect Storm)
- 2000: Space Cowboys
- 2000: Work in progress
- 2001: Jurassic Park III
- 2002: Star Wars: Episode II – Angriff der Klonkrieger (Star Wars: Episode II - Attack of the Clones)
- 2002: Men in Black II
- 2003: Seabiscuit – Mit dem Willen zum Erfolg (Seabiscuit)
- 2003: Der Herr der Ringe: Die Rückkehr des Königs (The Lord of the Rings: The Return of the King)
- 2004: Wrecker
- 2004: I, Robot
- 2005: King Kong
- 2007: Mein Freund, der Wasserdrache (The Water Horse)
- 2008: Jumper
- 2008: Der Tag, an dem die Erde stillstand (The Day the Earth Stood Still)
- 2009: District 9
- 2009: In meinem Himmel (The Lovely Bones)
- 2009: Avatar – Aufbruch nach Pandora (Avatar)
- 2011: Planet der Affen: Prevolution (Rise of the Planet of the Apes)
- 2012: Der Hobbit: Eine unerwartete Reise (The Hobbit: An Unexpected Journey)
- 2013: Der Hobbit: Smaugs Einöde (The Hobbit: The Desolation of Smaug)
- 2014: Der Hobbit: Die Schlacht der Fünf Heere (The Hobbit: The Battle of the Five Armies)
- 2015: Maze Runner – Die Auserwählten in der Brandwüste (Maze Runner: The Scorch Trials)
- 2017: Valerian – Die Stadt der tausend Planeten (Valerian and the City of a Thousand Planets)
- 2018: Maze Runner – Die Auserwählten in der Todeszone (Maze Runner: The Death Cure)
- 2022: Black Panther: Wakanda Forever

## Nominierungen
- 2011: Satellite Award: Nominierung in der Kategorie Beste visuelle Effekte für Planet der Affen: Prevolution
- 2012: BAFTA Award: Nominierung in der Kategorie Beste visuelle Effekte für Planet der Affen: Prevolution
- 2012: Oscar: Nominierung in der Kategorie Beste visuelle Effekte für Planet der Affen: Prevolution
- 2013: BAFTA Award: Nominierung in der Kategorie Beste visuelle Effekte für Der Hobbit - Eine unerwartete Reise
- 2013: Oscar: Nominierung in der Kategorie Beste visuelle Effekte für Der Hobbit - Eine unerwartete Reise
- 2015: BAFTA Award: Nominierung in der Kategorie Beste visuelle Effekte für Der Hobbit: Die Schlacht der fünf Heere
- 2023: Oscar: Nominierung in der Kategorie Beste visuelle Effekte für Black Panther: Wakanda Forever